# Grünorganist
Der Grünorganist (Chlorophonia cyanea) ist ein Singvogel aus der Familie der Finken (Fringillidae).

## Beschreibung
Der Grünorganist erreicht eine Länge von 11 cm. Bei den Männchen sind Kopf, Kehle und Brust grün. Die Unterarten Nordvenezuelas, Nordkolumbiens und der Tepuis haben ein gelbes Stirnband. Nackenband und Bürzel sind blau gefärbt. Der Rücken der Unterarten Nordvenezuelas und Nordkolumbiens ist grün, bei den anderen Unterarten blau. Der Bauch ist gelb, die Oberflügeldecken blaugrün und der Schwanz grün gefärbt. Der Augenring ist blass blau. Das Weibchen hat eine unscharf begrenzte gelbe Unterseite, eine weitgehend grüne Oberseite und ist matter gefärbt. Der Bürzel ist wie beim Männchen blau.
Die Unterarten C. c. frontalis, C. c. minuscula und C. c. psittacina sind sich sehr ähnlich, die Weibchen generell mehr oder weniger ähnlich.

## Vorkommen
Der Grünorganist ist in Venezuela und Kolumbien bis Bolivien disjunkt verbreitet. Weitere Vorkommen gibt es in Ecuador, Brasilien, Guayana, Argentinien, Paraguay und Peru.
Die Art lebt vor allem in unberührten Bergwäldern in Höhen von 550 bis 2200 m vor. Aber auch Plantagen und Gärten kommen als Habitat in Frage. Örtlich ist die Art auch im Tiefland anzutreffen.

## Lebensweise
Grünorganisten sind sehr unauffällig und halten sich bevorzugt versteckt in dichtem Laub auf, wo sie lange bewegungslos verharren können. Das Gelege besteht meist aus drei Eiern.

## Systematik
Die Nominatform lebt geografisch extrem isoliert. Vorläufig werden sieben Unterarten anerkannt:
- Chlorophonia cyanea cyanea (Thunberg, 1822)[4] – Südosten von Brasilien, Süden bis Osten Paraguays und in der Provinz Misiones im Nordosten Argentiniens.
- Chlorophonia cyanea frontalis (P. L. Sclater, 1851)[5] – In den Bergen Nordvenezuelas (Bundesstaaten Falcón und Ost-Lara bis Miranda).
- Chlorophonia cyanea intensa J. T. Zimmer, 1943[6] – Hänge der Westanden der Provinzen Caldas und Valle del Cauca in Kolumbien.
- Chlorophonia cyanea longipennis (du Bus de Gisignies, 1855)[7] – Anden von Westvenezuela über Kolumbien mit Ausnahme der Westanden, Ecuador und Peru bis Cochabamba und West Santa Cruz in Bolivien.
- Chlorophonia cyanea minuscula Hellmayr, 1922[8] – In den Bergen der Bundesstaaten Anzoátegui, Monagas und Sucre in Nordostvenezuela.
- Chlorophonia cyanea psittacina Bangs, 1902[9] – In den Bergen von Santa Marta in Nordkolumbien.
- Chlorophonia cyanea roraimae Salvin & Godman, 1884[10] – Tepuis der Bundesstaaten Bolívar und Amazonas in Südvenezuela, östlich bis Guyana und in den Bergen im extremen Nordwesten Brasiliens.

## Etymologie und Forschungsgeschichte
Die Erstbeschreibung des Grünorganists erfolgte 1822 durch Carl Peter Thunberg unter dem wissenschaftlichen Namen Pipra cyanea. Ein Verbreitungsgebiet gab er nicht an. 1851 führte Charles Lucien Jules Laurent Bonaparte die für die Wissenschaft neue Gattung Chlorophonia für den Grünorganist (Syn. Chlorophonia viridis) ein. Dieser Begriff leitet sich von χλωρος khlōros für grün ab.  Der Artname cyanea hat seinen Ursprung in lateinisch cyaneus ‚dunkelblau, meerblau, grünlich blau‘. Roraimae bezieht sich auf den Roraima-Tepui. Frontalis leitet sich von lateinisch frontalis, frontalia, frons, frontis ‚frontal, Vorderteil, Stirn‘ ab, intensa von lateinisch intensus, intendere ‚intensiv, belasten‘, psittacina von lateinisch psittacinus, psittacus ‚Papageien gleich, Papagei‘ und minuscula von lateinisch minusculus ‚eher klein‘. Schließlich ist longipennis ein Wortgebilde aus lateinisch longus ‚lang‘ und lateinisch -pennis, penna ‚-flügelig, Flügel‘. Alfred Laubmann sah die Art nur im Süden und Südosten Paraguays verbreitet. Die Namen Euphonia cyanoblephara Bertoni, W, 1901 und Pipra chlorocapilla Shaw, 1825 betrachtete er als Synonyme zur Nominatform.